# Anton Kunz
Anton Karl Kunz (9 gennaio 1915 – 17 dicembre 2010) è stato un pallanuotista austriaco.
È stato un giocatore di pallanuoto austriaco che ha partecipato alle Olimpiadi di Berlino 1936 e di Helsinki 1952.